# 문의서
문의서(文意舒, 1993년 9월 1일 ~ )는 KBO 리그 전 넥센 히어로즈의 내야수이다.

## 출신 학교
송정동초-광주동성중-화순고등학교